# Abundius und Irenäus
Abundius und Irenäus († um 258 in Rom) waren zwei römische Märtyrer, die in der römisch-katholischen und in der orthodoxen Kirche als Heilige verehrt werden.

## Leben und Verehrung
Nach der Überlieferung war Irenäus Wächter der Abwasserkanäle (Kloaken), in die die heilige Concordia nach ihrem Martyrium 258 während der Christenverfolgung unter dem römischen Kaiser Valerian (253–260) geworfen wurde. Concordia war die Ziehmutter des Hippolytus, des Kerkermeisters von Laurentius von Rom, der ebenfalls 258 das Martyrium erlitt. Zusammen mit Abundius barg Irenäus den Leichnam von Concordia. Zur Strafe wurden beide ebenfalls in die öffentliche Kanalisation geworfen und ertränkt. Der Priester Justinus († 269 (?)) barg die Leichname von Abundius und Irenäus aus der Kloake.
Zusammen mit Laurentius wurden Abundius und Irenäus in der Katakombe der Cyriaca als Heilige verehrt. Über den genauen Ort ihrer (ursprünglichen und weiteren) Gräber gibt es unterschiedliche Angaben. Cyriaca war eine reiche Witwe, ihr gehörte das Grundstück. Diese Katakombe heißt heute Laurentius-Katakombe.
Nach alten Pilgerberichten wurden Abundius und Irenäus im 7. Jahrhundert in Sankt Laurentius vor den Mauern (italienisch San Lorenzo fuori le mura) verehrt. Auch im aktuellen römischen Martyrologium werden ihre Namen mit der Laurentius-Katakombe an der Via Tiburtina verbunden.
Abundius und Irenäus sind Teil des Geschichtenzyklus um Laurentius von Rom und Hippolyt von Rom. Diese Legenden gelten allgemein als nicht vertrauenswürdig. In der Legende werden die beiden Personen des Kirchenvaters Hippolytus von Rom und die des römischen Offiziers und Kerkermeisters Hippolytus vermischt.
Im Jahr 963 reiste Bischof Ulrich von Augsburg nach Rom, um Reliquien zu erwerben. Von dort brachte er den Kopf des heiligen Abundius mit nach Augsburg. In Augsburg bekam der Kopf eine „glanzvolle Bedeckung“. Reste der ursprünglichen Bedeckung wurden am Anfang des 14. Jahrhunderts in eine grüne Haube aus Seide und Goldfäden eingenäht. Sie ist heute noch im Diözesanmuseum St. Afra des Bistums Augsburg als Abundiushaube ausgestellt. In einer Inventarliste des Doms aus dem Jahr 1522 wird darauf hingewiesen, dass der Kopf an das Kollegiatsstift Habach abgegeben wurde. Im Spanischen Erbfolgekrieg 1704 ging die Kopfreliquie verloren.
Im ehemaligen Hauskloster der Salier, dem Kloster Limburg an der Haardt in Bad Dürkheim, wurden im 11. Jahrhundert Reliquien von Abundius und Irenäus aufbewahrt. Von dem Kloster stehen mittlerweile nur noch Ruinen. Von Abundius soll sich „der Leib“ und von Irenäus „eine wichtige Reliquie“ dort befunden haben. Abundius und Irenäus waren aber nie die Patrone des Klosters, die Weihe der gesamten Kirche erfolgte 1042 und als Patrozinium wurden das Heilige Kreuz, die Gottesmutter Maria und der Evangelist Johannes gewählt. Teile des Klosters (Krypta, Kryptaltar, einige Altäre) sind je nach Baufortschritt schon früher geweiht worden, je nach Quelle zwischen 1029 und 1040.
Für die Brüder des Klosters verfasste Gottschalk von Aachen (11./12. Jahrhundert), der Hofkaplan und Notar der kaiserlichen Kanzlei von Heinrich IV., zu Ehren „der Patrone des Klosters“ Abundius und Irenäus ein Offizium (Stundengebet).
Gottschalk schrieb ferner mehrere Texte (sermones, also Predigten oder geistliche Abhandlungen/Betrachtungen). Darüber hinaus verfasste er nach eigener Angabe eine Historia in matutinis canenda. Demnach hätte er nicht „blosz etwa Lesungen, … sondern auch die Gesangsteile, Antiphonen und Responsorien, kurz ein ganzes Officium, wahrscheinlich auch mit eigenen Hymnen für dies Fest verfasst und komponiert.“ In seiner vierten Predigt schreibt Gottschalk: Inter quos sanctos vestros speciales beatum Abundium, cuius corpus integrum excepto capite in ecclesia vestra possidetis, speciali devotione percolitis et socium eius beatum Irenaeum honorare studetis. („Unter diesen euren besonderen Heiligen verehrt ihr den seligen Abundius, dessen ganzen Leib mit Ausnahme des Kopfes ihr in eurer Kirche besitzt, mit besonderer Andacht und seid bemüht, seinen Gefährten, den seligen Irenäus, zu ehren.“) Es handelt sich hierbei um von Dreves editierte Handschriften, die in Wien in der Nationalbibliothek (Codex 917) erhalten sind.

„Anstoß erregte Gottschalk auch mit seiner für die Brüder des Klosters Limburg an der Hardt (nahe Bad Dürkheim) verfassten Predigt über die Passion der Heiligen Irenäus und Abundius: Hier machte er die Kloake, in die die beiden Märtyrer geworfen wurden, zum Ausgangspunkt für allerlei mystische Betrachtungen. Den hierüber peinlich berührten Zeitgenossen hielt er eine ganze Sammlung von Bibelzitaten vor, die unziemliche Vokabeln enthalten, und erklärte, dass nicht nur die Kloake und der Kot, sondern auch die Genitalen und der Beischlaf offen benannt werden müssten, wenn dies zum wohlerwogenen Nutzen geschehe.“

Bei der Zerstörung des Klosters Limburg durch den Grafen Emich IX. von Leiningen im Jahr 1504 wurden „sämtliche Reliquien geraubt“.
Der Gedenktag von Abundius und Irenäus wird mit dem 23. August (im Martyrologium Romanum) oder mit dem 26. August angegeben.